# Franklin López
Franklin Ulises López González (Jinotepe, Carazo, 16 de agosto de 1982) es un futbolista nicaragüense. Juega como Centrocampista en el Real Estelí de la  Primera División de Nicaragua.

## Selección nacional
Como internacional acumula más de veinte participaciones con la Selección de fútbol de Nicaragua. Ha sido convocado para las Eliminatorias rumbo a Sudáfrica 2010 y Rusia 2018, así como a la Copa de Oro 2009.

### Participaciones en Copa de Oro
| Copa de Oro      | Sede           | Resultado    |
| ---------------- | -------------- | ------------ |
| Copa de Oro 2009 | Estados Unidos | Primera fase |

### Goles internacionales
| #  | Fecha              | Lugar               | Rival      | Gol | Resultado | Competición |
| -- | ------------------ | ------------------- | ---------- | --- | --------- | ----------- |
| 1. | 4 de junio de 2004 | Quesada, Costa Rica | Costa Rica | 1–0 | 1–5       | Amistoso    |

## Clubes
| Club        | País      | Año             |
| ----------- | --------- | --------------- |
| Diriangén   | Nicaragua | 2001 - 2003     |
| Parmalat FC | Nicaragua | 2003 - 2004     |
| Diriangén   | Nicaragua | 2004 - 2007     |
| Real Estelí | Nicaragua | 2007 - Presente |